# Gauliga Hessen-Nassau
La Gauliga Hessen-Nassau fue la liga de fútbol más importante del Estado Popular de Hesse y de la región de Hesse-Nassau durante el periodo de la Alemania Nazi de 1941 a 1945.

## Historia
La liga fue creada en 1941 luego de que la Gauliga Südwest/Mainhessen se dividiera en tres Gauligas separadas. En su primera temporada la liga contó con la participación de catorce equipos divididos en dos grupos, los cuales se enfrentaban a visita recíproca y los ganadores de cada grupo jugaban una final ida y vuelta para definir al campeón, el cual clasificaba a la fase nacional de la Gauliga y los dos últimos lugares de cada grupo descendía de categoría.
Para la temporada 1942/43 se jugó bajo un solo grupo de diez equipos, manteniendo los dos descensos y el formato se mantuvo hasta la última edición en 1943/44.
En 1945 con el colapso de la Alemania Nazi las Gauligas desaparecen y la zona para a ser ocupada por Estados Unidos excepto la parte oeste del río Rin que pasó a control francés.
En 1945 en la zona ocupada por Estados Unidos nace la Oberliga Sud como reemplazo de la Gauliga como la liga de primera división, mientras que en la zona ocupada por Francia nace la Oberliga Sudwest como la liga de  primera división de la región.

## Equipos Fundadores
Estos fueron los catorce equipos que disputaron la temporada inaugural de la liga en 1941/42:
| - Kickers Offenbach - Wormatia Worms - Eintracht Fráncfort - FSV Frankfurt - SV Wiesbaden - Union Niederrad - Opel Rüsselsheim | - Rot-Weiß Frankfurt - FC Hanau 93 - TSV Hanau - SV 05 Wetzlar - SV Darmstadt 98 - VfB Großauheim - BSG Dunlop SV Hanau |

## Lista de Campeones
| Temporada | Campeón           | Finalista          |
| --------- | ----------------- | ------------------ |
| 1941-42   | Kickers Offenbach | Rot-Weiß Frankfurt |
| 1942-43   | Kickers Offenbach | FSV Frankfurt      |
| 1943-44   | Kickers Offenbach | FC Hanau 93        |

## Posiciones Finales 1941-44
| Club                | 1942 | 1943 | 1944 |
| ------------------- | ---- | ---- | ---- |
| Kickers Offenbach   | 1    | 1    | 1    |
| Wormatia Worms      | 4    | 9    |      |
| Eintracht Fráncfort | 2    | 5    | 4    |
| FSV Frankfurt       | 3    | 2    | 3    |
| SV Wiesbaden        | 5    |      |      |
| Union Niederrad     | 3    | 7    | 10   |
| Opel Rüsselsheim    |      | 8    | 6    |
| Rot-Weiß Frankfurt  | 1    | 3    | 8    |
| FC Hanau 93         | 4    | 4    | 2    |
| TSV Hanau           | 6    |      |      |
| SV 05 Wetzlar       | 7    |      |      |
| SV Darmstadt 98     | 2    | 10   |      |
| VfB Großauheim      | 5    |      |      |
| BSG Dunlop SV Hanau | 6    |      |      |
| SpVgg Neu-Isenburg  |      | 6    | 5    |
| VfL Rödelheim       |      |      | 7    |
| VfB Offenbach       |      |      | 9    |